# Czarodziejska miłość
Czarodziejska miłość (hiszp. El amor brujo) – hiszpański film muzyczny z 1986 roku, bazujący na balecie skomponowanym przez Manuela de Falla. Film jest częścią trylogii taneczno-muzycznej Carlosa Saury, na którą składają się też: Krwawe gody (1981) oraz Carmen (1983).

## Fabuła
Akcja trylogii rozgrywa się w środowisku romskim. Zgodnie ze cygańskim zwyczajem José i Candela  zostali sobie przyrzeczeni przez rodziców, gdy byli jeszcze dziećmi. Gdy osiągają dorosłość, Candela musi więc poślubić José. Po ślubie, na uczcie weselnej José zostaje zabity ciosem noża, a niesłusznie oskarżony zostaje Carmelo, który od dawna podkochiwał się w Candeli. Candela nocą, w miejscu zabójstwa spotyka się z duchem małżonka. Po kilku latach spędzonych w więzieniu Carmelo wraca, zostaje odrzucony przez Candelę i udaje się po pomoc do wiedźmy. Ta odprawia bezskuteczne czary przy ognisku (ważna scena z tańcem ognia). Carmelo wpada więc na pomysł, by namówić kochankę José, Lucię, by udała się na spotkanie z duchem zamiast Candeli. W finale dzieła José i Lucia odchodzą, a Carmelo i Candela pozostają razem nie nękani przez widmo z zaświatów. Miłość staje się więc w tym kontekście sprawą czarodziejską. 

## Obsada
- Antonio Gades - Antonio
- La Polaca - Candelas
- Rafael de Córdoba - Diego Sánchez
- Morucha - Lucía
- Nuria Torray - Soledad
- José Manuel Martín - Lorenzo
- Fernando Sánchez Polack - ojciec de Candelas

## Krytyka
Cały tryptyk został wysoko oceniony przez krytykę, jednak cieszył się umiarkowanym zainteresowaniem widowni, prawdopodobnie z uwagi na nietypowość i niską atrakcyjność komercyjną. 
Film wnosi do kina osiągnięcia baletowe Antonio Gadesa i jego szkoły w interpretacji Saury. Reżyser, wykorzystując swe doświadczenia z fotografii ukazuje jak powstaje spektakl baletowy. W dziele zawarta jest dwoistość spojrzenia: jest to film o sztuce oraz o tym jak ta sztuka powstaje i przebiega. Saura udowadnia w obrazie, że taniec może dorównać słowu w filmie, a nawet je przewyższyć. Aleksander Halka-Ledóchowski stwierdził, że formuła Saury pozwala w sposób umotywowany, zarazem zgodny z naturą tańca wydobyć to, co jest tak trudne do ujawnienia innymi środkami – magię, mistycyzm i fatalizm.